# Fulvio Balatti
Fulvio Balatti (ur. 3 stycznia 1938 w Mandello del Lario, zm. 28 października 2001 tamże) – włoski wioślarz, brązowy medalista olimpijski.

## Kariera
Wystąpił na igrzyskach olimpijskich w Rzymie w 1960, gdzie Włosi w składzie: Fulvio Balatti, Romano Sgheiz, Franco Trincavelli, Giovanni Zucchi i Ivo Stefanoni (sternik) zdobyli brązowy medal w czwórkach ze sternikiem. W finale stracili 4,60 sekundy do osady Wspólnej Reprezentacji Niemiec i 2,10 sekundy do osady Francji. Na rozgrywanych cztery lata późnej igrzyskach olimpijskich w Tokio startował w czwórkach bez sternika. Włosi awansowali do finału, jednak ostatecznie zajęli piąte miejsce.
Zdobywał złote medale w ósemce na zwyciężał w ósemkach na mistrzostwach Europy w Poznaniu (1958) i mistrzostwach Europy w Pradze (1961). Ponadto wywalczył srebrny medal w czwórce bez sternika na mistrzostwach Europy w Kopenhadze (1963) i brązowy w tej konkurencji na mistrzostwach Europy w Amsterdamie (1964).
W 1963 zdobył złoto w czwórkach bez sternika na igrzyskach śródziemnomorskich w Neapolu.